# Jan Štefela
Jan Štefela, né le 20 avril 2001, est un athlète tchèque, spécialiste du saut en hauteur.

## Biographie
En 2021, il devient champion d'Europe espoir du saut en hauteur en effaçant une barre à 2,20 m. Il participe aux championnats d'Europe 2022 de Munich et se classe 7e de la finale avec un saut à 2,18 m.
Le 7 février 2024 à Třinec, il améliore son record personnel de 6 cm pour le porter à 2,30 m.

## Palmarès
| Date | Compétition                    | Lieu      | Résultat | Marque |
| ---- | ------------------------------ | --------- | -------- | ------ |
| 2021 | Championnats d'Europe espoirs  | Toruń     | 1er      | 2,20 m |
| 2022 | Championnats d'Europe          | Munich    | 7e       | 2,18 m |
| 2024 | Championnats du monde en salle | Glasgow   | 5e       | 2,24 m |
| 2024 | Jeux olympiques                | Paris     | 9e       | 2,22 m |
| 2025 | Championnats d'Europe en salle | Apeldoorn | 2e       | 2,29 m |

### National
- Championnats de Tchéquie d'athlétisme :
  - vainqueur en 2022, 2023, 2024
- Championnats d'Italie en salle :
  - vainqueur en 2023

## Records
| Épreuve         | Marque | Lieu   | Date           |
| --------------- | ------ | ------ | -------------- |
| Saut en hauteur | 2,30 m | Třinec | 7 février 2024 |
| Saut en hauteur | 2,30 m | Zlín   | 30 juin 2024   |